# Aqualung Live
Aqualung Live (2005) je koncertní album od skupiny Jethro Tull, kdy album Aqualung bylo živě předvedeno před publikem 40 pozvaných hostů, ve studiu XM Satellite Radio ve Washingtonu.
Album bylo rozdáváno držitelům vstupenek na téměř všech koncertech ve Spojených státech v říjnu a listopadu 2005.
Honoráře z evropského vydání šly na charitativní konta pro bezdomovce.

## Seznam stop
1. "Aqualung" – 7:56
2. "Cross-Eyed Mary" – 4:34
3. "Cheap Day Return" – 1:21
4. "Mother Goose" – 5:39
5. "Wond'ring Aloud" – 2:00
6. "Up To Me" – 3:35
7. "My God" – 8:27
8. "Hymn 43" – 4:22
9. "Slip Stream" – 0:59
10. "Locomotive Breath" – 5:19
11. "Wind Up" – 6:40
12. Riffs - Another Monkey – 1:27
13. Recording the Original – 2:05
14. Choosing My Words with Care – 1:17
15. Hummmmmm 43 – 0:35
16. A Different Kettle of Very Different Fish – 1:02
17. But is it Good? – 1:42

## Poznámka
- Stopy 12-17 jsou záznamem mluveného projevu skupiny k publiku.

## Obsazení
- Ian Anderson - flétna, kytara, zpěv
- Martin Barre - elektrická kytara
- Doane Perry – bicí
- Andrew Giddings – klavír, varhany, klávesy
- Jonathan Noyce – baskytara